# Ministerium der Finanzen des Landes Nordrhein-Westfalen

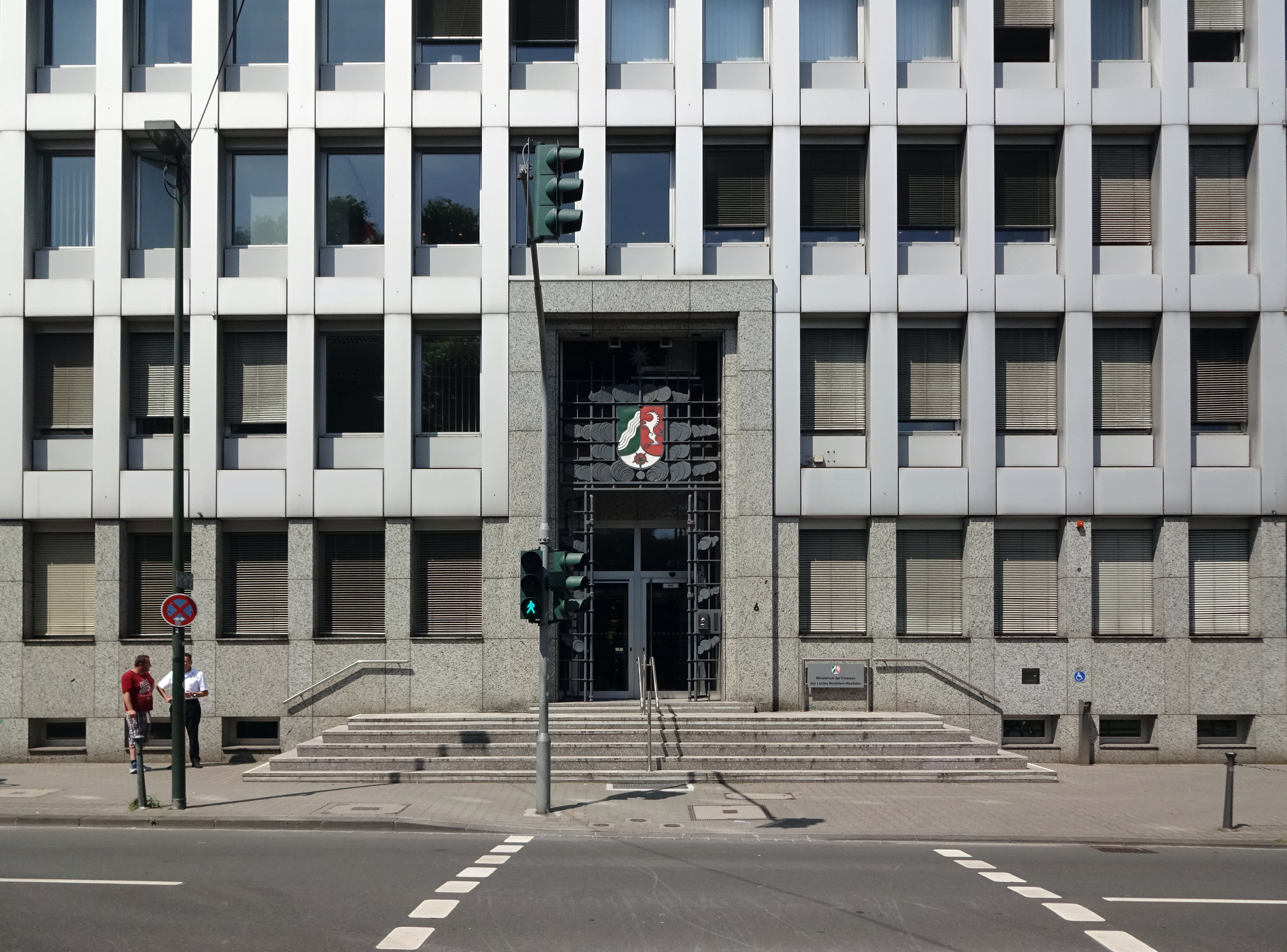
Jägerhofstraße 6, Düsseldorf-Pempelfort

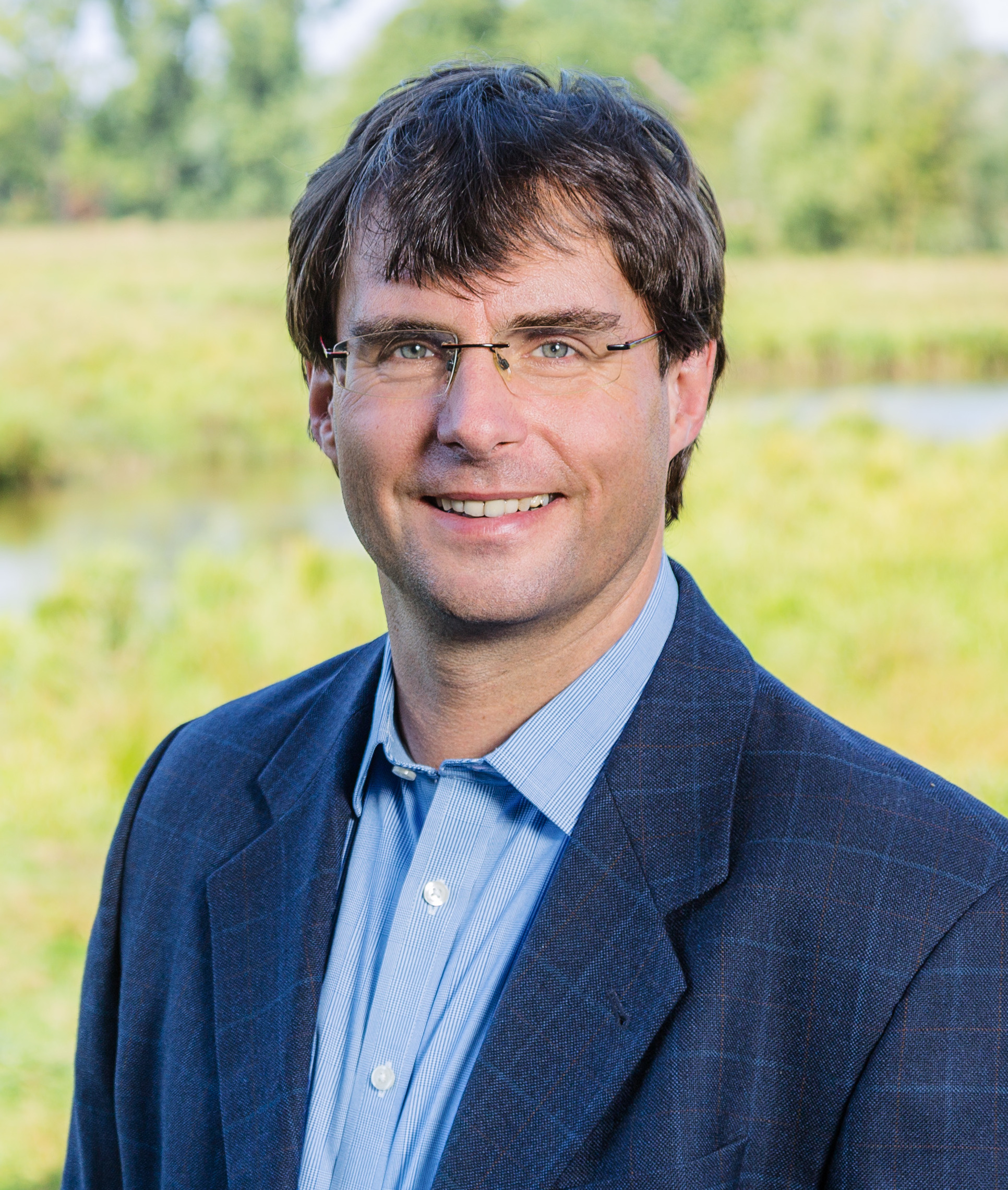
Minister Marcus Optendrenk

Das Ministerium der Finanzen des Landes Nordrhein-Westfalen (Kurzform: FM NRW; auch abgekürzt als Finanzministerium NRW) ist das Finanzministerium des deutschen Bundeslandes Nordrhein-Westfalen und eines von elf Ministerien der nordrhein-westfälischen Landesverwaltung.
Das Ministerium hat seinen Sitz in Düsseldorf, Jägerhofstraße 6. Amtsleiter ist seit dem 29. Juni 2022 Finanzminister Marcus Optendrenk (CDU). Ihm steht als Staatssekretär Dirk Günnewig zur Seite.

## Organisation des Finanzministeriums
Das Finanzministerium ist entsprechend seiner Aufgabenbereiche in sechs Abteilungen geordnet; innerhalb dieser Abteilungen bestehen sogenannte Gruppen, welche wiederum in Referate – als kleinste organisatorische Einheiten – gegliedert sind.

## Aufgaben des Finanzministeriums
Das Finanzministerium ist insbesondere für die Aufstellung des nordrhein-westfälischen Landeshaushalts und die Rechnungslegung über Einnahmen und Ausgaben sowie die Vermögens- und Schuldenverwaltung des Landes zuständig. Über die Bereiche Finanzplanung, Finanzstatistik und Steuerschätzungen besteht eine enge Verzahnung mit der Steuerpolitik. Das Finanzministerium ist auch für die Umsetzung und Durchführung bestehender Steuergesetze sowie die Aufsicht über nordrhein-westfälische Sparkassen und die Düsseldorfer Börse zuständig.

## Behörden und Einrichtungen im Geschäftsbereich des Finanzministeriums
- die Oberfinanzdirektion Nordrhein-Westfalen (entstanden durch die Mitte 2013 beschlossene Zusammenlegung der Oberfinanzdirektion Münster und der Oberfinanzdirektion Rheinland[1]) (OFD NRW)
- das Rechenzentrum der Finanzverwaltung Nordrhein-Westfalen (RZF NRW)
- das Landesamt für Besoldung und Versorgung Nordrhein-Westfalen (LBV NRW)
- das Landesamt für Finanzen Nordrhein-Westfalen (LaFin NRW)
- drei Aus- und Fortbildungseinrichtungen der Finanzverwaltung Nordrhein-Westfalen:
  - die Fortbildungsakademie der Finanzverwaltung Nordrhein-Westfalen (FortAFin NRW)
  - die Landesfinanzschule Nordrhein-Westfalen (LFSch NRW)
  - die Hochschule für Finanzen Nordrhein-Westfalen (HSF NRW)
- 130 Finanzämter[2] in Nordrhein-Westfalen
  - 105 Finanzämter
  - 10 Finanzämter für Steuerstrafsachen und Steuerfahndung
  - 15 Finanzämter für Groß- und Konzernbetriebsprüfung

## Minister seit 1946
| Name                   | Amtsantritt                                                  | Kabinett                       | Partei |
| ---------------------- | ------------------------------------------------------------ | ------------------------------ | ------ |
| Franz Blücher          | 29. August 1946 5. Dezember 1946                             | Amelunxen I Amelunxen II       | FDP    |
| Heinrich Weitz         | 17. Juni 1947 15. September 1950                             | Arnold I Arnold II             | CDU    |
| Adolf Flecken          | 8. Januar 1952 27. Juli 1954                                 | Arnold II Arnold III           | CDU    |
| Willi Weyer            | 20. Februar 1956                                             | Steinhoff                      | FDP    |
| Artur Sträter          | 21. Juli 1958                                                | Meyers I                       | CDU    |
| Joseph Pütz            | 6. August 1960 23. Juli 1962 25. Juli 1966                   | Meyers I Meyers II Meyers III  | CDU    |
| Hans Wertz             | 8. Dezember 1966 28. Juli 1970                               | Kühn I Kühn II                 | SPD    |
| Friedrich Halstenberg  | 4. Juni 1975                                                 | Kühn III                       | SPD    |
| Diether Posser         | 17. Januar 1978 20. September 1978 29. Mai 1980 30. Mai 1985 | Kühn III Rau I Rau II Rau III  | SPD    |
| Heinz Schleußer        | 30. April 1988 12. Juni 1990 17. Juli 1995 17. Juni 1998     | Rau III Rau IV Rau V Clement I | SPD    |
| Peer Steinbrück        | 22. Februar 2000 27. Juni 2000                               | Clement I Clement II           | SPD    |
| Jochen Dieckmann       | 12. November 2002                                            | Steinbrück                     | SPD    |
| Helmut Linssen         | 24. Juni 2005                                                | Rüttgers                       | CDU    |
| Norbert Walter-Borjans | 15. Juli 2010 21. Juni 2012                                  | Kraft I Kraft II               | SPD    |
| Lutz Lienenkämper      | 30. Juni 2017 28. Oktober 2021                               | Laschet Wüst I                 | CDU    |
| Marcus Optendrenk      | 29. Juni 2022                                                | Wüst II                        | CDU    |